# Kammermusik (1915)
Kammermusik ist ein deutsches Stummfilmmelodram aus dem Jahre 1915 von Franz Hofer.

## Handlung
Die alte, kranke Helga Laehr sitzt in ihrem Lehnstuhl – an ihrer Seite ihr großes Glück, ihr einziger Sohn Helmut, und zu ihren Füßen dessen Zukünftige, Marion – und blickt, den beiden jungen Leuten erzählend, auf ihr Leben zurück. Im elterlichen Schloss verbrachte Helga eine glückliche Jugend. Das Kindheitsglück wurde jäh zerstört, als das Schloss bis auf die Mauern niederbrannte. Gerettet hatte sie damals der alte Hausdiener, der sie zunächst in der bescheidenen Unterkunft des Organisten Kantor Brose unterbrachte. Wenn dieser sich an die Orgel setzte und spielte, tat sich ihr Herz auf. Helga wurde eine neue Welt eröffnet, die Welt der Musik. In dieses neu geschaffene Paradies drang jedoch eines Tages eine ihrer Tanten ein, die meinte, dass Helga wieder zurück ins Leben, in die Stadt und in die (vornehme) Gesellschaft gehöre und sie daraufhin zu sich holte. Doch Tantchens Einladung war mitnichten uneigennütziger Natur; vielmehr wollte sie Helga, die reiche Erbin, mit ihrem Sohn verkuppeln. Helga aber zeigt sich jedoch wenig geneigt und verließ fluchtartig Tantchens Heim, als man sie durch Zwang mit dem ungeliebten Verwandten verheiraten möchte. Sie kehrte in das Haus des Organisten zurück und musste dort erfahren, dass ihr väterlicher Freund, der alte Schlossdiener, am selben Tag gestorben sei – angeblich an gebrochenem Herzen, wie man ihr mitteilt, da sie, Helga, sein Schützling, mutmaßlich für immer gegangen sei. 
Im Haus des Organisten findet Helga wieder zu ihrer Ruhe zurück. Bald lernt sie einen jungen Arzt, Dr. Wegener, kennen, und verliebt sich in ihn. Das Glück der beiden scheint perfekt, als ihr der Arzt mitteilt, dass er unheilbar krank sei und daher unmöglich eine Verbindung mit ihr eingehen könne. Helga ließ diesen Einwand nicht gelten und kämpfte um ihre Liebe. Beide heirateten schließlich. Aus dieser Verbindung entstand nun Helmut, der zu Helgas Füßen andächtig den Erinnerungen seiner Mutter lauscht. Helgas Eheglück währte, wie prophezeit, nur kurz, denn ihr Gatte starb bereits zwei Jahre später. Als junge Witwe schritt sie in stiller Trauer dem Sarg des Verstorbenen hinterher. Ihre ganze Liebe und Aufmerksamkeit sollte nunmehr ganz ihrem Sohne gelten. Und sie brachte Helmut ihre Liebe zur Musik nahe, sodass er eine entsprechende Ausbildung absolvierte und schließlich ein talentierter Cellist wurde. Bereits mit seinem ersten Konzert erntete er Ovationen. Nun sitzen alle drei wieder in der Gegenwart zusammen, und die alte Mutter bittet ihren Helmut, von ihm noch einmal ihr Liebeslied gespielt zu bekommen, das ihr im Haus des Kantors Brose einst das Herz öffnete. Als liebevoller Sohn erfüllt Helmut der alten Frau diesen Wunsch und spielt. In ihrem Krankenzimmer wird dieses Kammerkonzert zur letzten großen Erfüllung. Dann schläft Helga selig für immer ein. 

## Produktionsnotizen
Kammermusik entstand in der zweiten Jahreshälfte 1914 und erlebte seine Uraufführung am 12. März 1915 im Rahmen einer Pressevorstellung im Admiralstheater. Die Länge des Dreiakters betrug bei der Neuzensurierung am 4. April 1921 1048 Meter. Ein Jugendverbot wurde ausgesprochen. Der Film hatte zehn Zwischentitel.
Für Regisseur Hofer war dies seine letzte Inszenierung für die Luna-Film. Carl Loewes Ballade „Die Uhr“ wurde als Gesangseinlage mit Harmoniumbegleitung vorgetragen. Die musikalische Leitung hatte Robert Garrison.

## Kritiken
„Das vollbesetzte Haus erwartete mit Spannung die letzte Filmschöpfung des fruchtbaren Regisseurs Franz Hofer, der mit dem dreiaktigen sentimentalen Drama „Kammermusik“ eine neuartige Note schuf, die Beachtung verdient. Denn innig verschmolzen mit dem lebenden Wandelbild ist hier die Loewe'sche Ballade "Die Uhr" als Begleitgesang mit Harmonium-Musik. In diesem Zusammenwirken von Kino, Musik und Gesang liegt der Hauptwert des lyrisch und weich gehaltenen Film-Romanes, der die bildhafte Wiedergabe der Erzählung einer Frau ist, die an ihrem Lebensabend steht und der Jugend ihre eigene Vergangenheit schildert.“

„Mehr Stimmungsbild als Schauspiel löst dieser Film, der den knappen Titel „Kammermusik“ führt, doch starke dramatische Wirkung aus, entzückt das Auge durch eine Reihe malerische Szenen und greift durch seine schlichte aber tief empfundene Handlung an das Gemüt. Dabei umfließt die handelnden Personen der Glorienschein durch die Kunst geläuterter Seelen, durchwegs guter Menschen, die der bösen Welt fremd gegenüber stehen. (…) Die Darstellung ist ganz hervorragend. In der Erzählung der Mutter wird ihre Jugend durch die reizende Lotte Neumann verkörpert, während die Rolle der Schwiegertochter Dorrit Weixler mit seelischem Empfinden wiedergibt.“